# From the days of Deucalion chapter 2
From the days of Deucalion chapter 2 is een studioalbum van Leap Day. Het is opnieuw een conceptalbum en het vervolg op From the days of Deucalion chapter 1. Opnieuw werd inspiratie gehaald uit Worlds in collision van Immanuel Velikovsky uit 1950. Opnamen vonden plaats in de Wallplug Studio in Assen, de Breitner Studio in Groningen en de Salvesen Studio in Texas.
Het was de bedoeling chapter 2 sneller na chapter 1 uit te geven, maar het werd opgehouden en werd in december 2016 uitgebracht. De band had zich weliswaar een deadline gesteld, maar liet kwaliteit voor gaan.  

## Musici
- Gert van Engelenburg – toetsinstrumenten, achtergrondzang
- Jos Harteveld – zang, akoestische gitaar
- Eddie Mulder – elektrische en akoestische gitaar, achtergrondzang
- Koen Roozen – slagwerk
- Peter Stel - basgitaar
- Derk Evert Waalkens – toetsinstrumenten, percussie, achtergrondzang

Met
Bing Qin Yan en Stenn Salvesen (Ya-Who)

## Muziek
| Nr. | Titel                                                                             | Duur  |
| --- | --------------------------------------------------------------------------------- | ----- |
| 1.  | Pseudo science (M: Waalkens)                                                      | 3:00  |
| 2.  | Amathia (Homo ignoramus) (M&T: Van Engelenburg)                                   | 4:50  |
| 3.  | Taurus appearance (M: Van Engelenburg)                                            | 7:28  |
| 4.  | Phaeton (M&T: Van Engelenburg)                                                    | 7:29  |
| 5.  | Ya-Who (M: Waalkens, T:Stel, Waalkens)                                            | 8:45  |
| 6.  | God of wars (M: Van Engelenburg, Mulder, Waalkens; T: Van Engelenburg)            | 7:06  |
| 7.  | Deucalion (M&T: Van Engelenburg)                                                  | 10:53 |
| 8.  | In the shadow of death (M: Van Engelenburg, Mulder, Waalkens, T: Van Engelenburg) | 9:19  |
| 9.  | Ancient times (reprise) (M: Mulder, Waalkens, T: Mulder)                          | 5:05  |